# Micranthes petiolaris
Micranthes petiolaris är en stenbräckeväxtart som först beskrevs av Constantine Samuel Rafinesque, och fick sitt nu gällande namn av Luc Brouillet och Gornall. Micranthes petiolaris ingår i släktet rosettbräckor, och familjen stenbräckeväxter. Inga underarter finns listade i Catalogue of Life.

## Bildgalleri

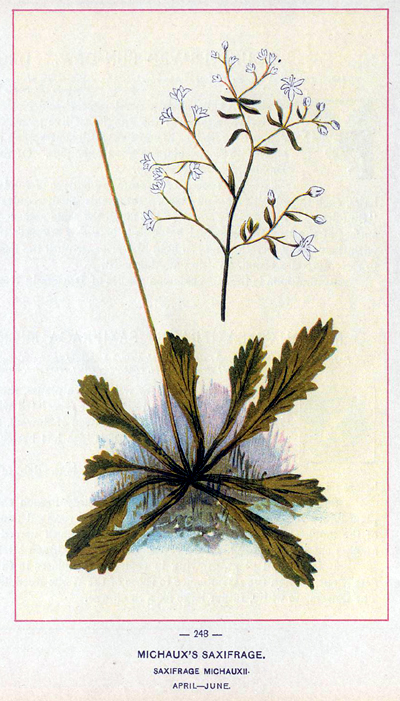